# Poa plicata
Poa plicata är en gräsart som beskrevs av Eduard Hackel. Poa plicata ingår i släktet gröen, och familjen gräs. Inga underarter finns listade i Catalogue of Life.